# Gráfico de radar

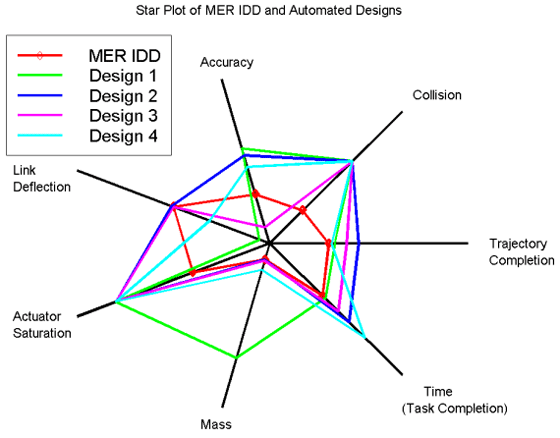
Exemplo de gráfico de radar da NASA, com alguns dos resultados de designs mais desejáveis representados no centro.

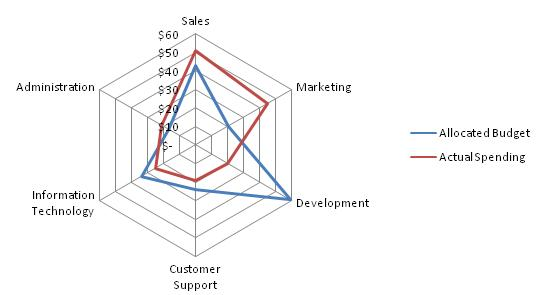
Esta gráfico de aranha representa o orçamento alocado versus gastos reais por uma determinada organização.

Um gráfico de radar é um método gráfico de apresentar dados multivariáveis na forma de um gráfico bidimensional de três ou mais variáveis quantitativas representadas em eixos que partem do mesmo ponto. A posição relativa e o ângulo dos eixos normalmente é pouco informativo.
O gráfico de radar é também conhecido como gráfico de teia, gráfico de aranha, gráfico de estrela, polígono irregular, gráfico polar, ou diagrama Kiviat. Ele é equivalente a um gráfico de coordenadas paralelas em coordenadas polares.

## Visão geral
O gráfico de radar é um diagrama e/ou gráfico que consiste de uma sequência de raios equi-angulares, com cada raio representando uma das variáveis. O comprimento de cada raio é proporcional à magnitude da variável para o ponto de dados em relação à máxima magnitude da variável em todos os pontos. Uma linha é desenhada ligando os valores de cada raio. Isso dá ao diagrama uma aparência de estrela, o que deu origem a um dos nomes mais populares para este gráfico. O gráfico de estrela pode ser usado para responder as seguintes questões:
- Que observações são mais semelhantes, por exemplo, existem clusters de observações? (Gráficos de radar são usados para examinar os valores relativos de um único ponto de dados (por exemplo, o ponto 3 é grande para as variáveis 2 e 4, pequeno para as variáveis 1, 3, 5, e 6) e para localizar pontos semelhantes ou diferentes.)
- Existem exceções?

Gráficos de radar oferecem uma maneira útil de exibir observações multivariáveis com um número arbitrário de variáveis. Cada estrela representa uma única observação. Normalmente, os gráficos de radar são gerados em um formato multi-diagrama com muitas estrelas em cada página, cada estrela representando uma observação. O gráfico de estrela foi usado pela primeira vez por Georg von Mayr, em 1877. Gráficos de radar diferem dos gráficos de glifo pois todas as variáveis são usadas para construir o traçado da figura de estrela. Não há separação entre variáveis de primeiro plano e de plano de fundo. Em vez disso, as figuras em forma de estrela são geralmente organizadas em uma matriz retangular na página. É um pouco mais fácil de ver padrões em dados se as observações forem organizadas em alguma ordem não-arbitrária (se as variáveis forem atribuídas aos raios da estrela em uma ordem significativa).

## Aplicações
Uma aplicação de gráficos de radar é o controle de melhoria de qualidade para apresentar as métricas de desempenho de qualquer programa em curso.
Eles também são usados em esportes para representar os pontos fortes e fracos de jogadores, onde eles são geralmente chamados de gráficos de aranha.

## Limitações
Gráficos de radar são principalmente adequados para mostrar outliers e semelhanças, ou quando um gráfico é maior do que outro em todas as variáveis. Também pode ser usado para o escalas, onde cada variável é "melhor" em alguns aspectos, e todas as variáveis em uma mesma escala.
Por outro lado, os gráficos de radar têm sido criticados como inaptos para tomar decisões – quando um gráfico é maior do que o outro em algumas variáveis, mas menor em outras.
Além disso, é difícil comparar visualmente os comprimentos de diferentes raios, porque distâncias radiais são difíceis de julgar, apesar de círculos concêntricos ajudarem como linhas de grade. Em vez disso, pode-se usar um simples gráfico de linha, especialmente para séries de tempo.

### Estrutura artificial
Gráficos de radar impõem várias estruturas de dados, que são várias vezes artificiais:
- O grau de parentesco dos vizinhos – gráficos de radar são frequentemente usados quando variáveis vizinhas não estão relacionadas, criando falsas conexões.
- Estrutura cíclica – a primeira e última variáveis são colocadas uma ao lado da outra.
- Comprimento: variáveis são comumente ordinais: melhor ou pior, embora o grau de diferença possa ser artificial.
- Área – a área aumenta com o quadrado dos valores, exagerando o efeito de grandes números. Por exemplo, 2, 2 tem 4 vezes a área de 1, 1. Esta é uma questão geral com gráficos de área, pois área é difícil de julgar – consulte "hierarquia Cleveland".[12]

Por exemplo, dados alternados 9, 1, 9, 1, 9, 1 produz um gráfico de radar com picos (que entram e saem), enquanto reordenando os dados como 9, 9, 9, 1, 1, 1 produz duas cunhas (setores).
Em alguns casos há uma estrutura natural, e gráficos de radar podem ser bem adequados. Por exemplo, para os diagramas de dados que variam ao longo de um ciclo de 24 horas, os dados horários são naturalmente relacionadas aos seus vizinhos e têm uma estrutura cíclica, então pode ser naturalmente apresentado como um gráfico de radar.
Um conjunto de orientações sobre o uso de gráficos de radar (ou melhor, os relacionadas "gráficos de área polar") é:
- você não se importa de ler áreas empilhadas em vez de posicionadas ao longo de uma escala comum (ver hierarquia Cleveland),
- o conjunto de dados é realmente cíclico, não linear, e
- existem duas séries para comparar, um muito menor do que a outra

### Tamanho do conjunto de dados
Gráficos de radar são úteis para conjuntos de dados multivariáveis de tamanho pequeno a moderado. Sua principal fraqueza é que a sua eficácia é limitada a conjuntos de dados com menos de algumas centenas de pontos. Depois disso, eles tendem a ser complicados demais.

## Exemplo

Detalhe do diagrama de estrela do Cadillac Seville.

O gráfico da direita contém diagramas de estrela de 15 carros. A lista de variáveis para o exemplo é:
1. Preço
2. Quilometragem (km por litro)
3. Recorde de conserto em 1978 (1 = Pior, 5 = Melhor)
4. Recorde de conserto em 1977 (1 = Pior, 5 = Melhor)
5. Altura para a cabeça
6. Espaço no banco traseiro
7. Espaço na mala
8. Peso
9. Comprimento

Podemos olhar para estes gráficos individualmente ou podemos usá-los para identificar grupos de carros com características semelhantes. Por exemplo, podemos olhar para os gráficos do Cadillac Seville (a última da imagem) e veja que ele é um dos carros mais caros, fica abaixo da média (mas não entre os piores) em quilometragem, tem um recorde de reparos médio, e tem tamanho acima da média. Podemos então comparar os modelos Cadillac (três últimos) com os models AMC (três primeiras). Esta comparação mostra padrões distintos. Os modelos AMC tendem a ser de baixo custo, têm consumo de combustível abaixo da média, e são de pequenos no tamanho, peso e espaço. Os modelos Cadillac são caros, têm pouca quilometragem, e são grandes em tamanho e espaço interno.

## Alternativas
Mais simplesmente, pode-se usar um simples gráfico de linha, especialmente para séries de tempo.
Para comparação qualitativa de dados bidimensionais tabulares em diversas variáveis, uma alternativa comum são Harvey Balls, que são amplamente utilizados pela Consumer Reports. Comparação em Harvey Balls (e gráficos de radar) pode ser significativamente auxiliada ordenando variáveis através de algoritmos para adicionar ordem.
Uma maneira excelente para a visualização de estruturas em dados multivariáveis é fornecida pela análise de componentes principais (PCA).
Outra alternativa é o uso de pequenos gráficos de barras em linha, que pode ser comparados com sparklines.
Apesar de gráficos de radar e gráficos polares serem muitas vezes descritos como o mesmo tipo de gráfico, algumas fontes distinguem entre eles e até mesmo consideram o gráfico de radar como uma variação do gráfico polar que não exibe os dados em termos de coordenadas polares.